# Berg-Olletjärnen
Berg-Olletjärnen är en sjö i Piteå kommun i Norrbotten och ingår i Piteälvens huvudavrinningsområde.